# Derek Peltier
Derek Peltier (* 14. März 1985 in Plymouth, Minnesota) ist ein ehemaliger US-amerikanischer Eishockeyspieler, der von 2011 bis 2013 in der Deutschen Eishockey Liga für die Iserlohn Roosters spielte. In der National Hockey League absolvierte er 14 Spiele für die Colorado Avalanche.

## Karriere
Derek Peltier begann seine Karriere in der United States Hockey League bei den Cedar Rapids RoughRiders und wechselte danach für vier Jahre in die Western Collegiate Hockey Association, zum Team der University of Minnesota. Im NHL Entry Draft 2004 wurde er in der sechsten Runde an 184. Stelle von den Colorado Avalanche ausgewählt. Zur Saison 2007/08 wechselte der US-Amerikaner zu den Lake Erie Monsters in die American Hockey League. Hier spielte er drei Jahre und erzielte 33 Scorerpunkte. In den Spielzeiten 2008/09 und 2009/10 wurde er darüber hinaus 14 mal bei den Avalanche in der National Hockey League eingesetzt. Die Saison 2010/11 verbrachte Peltier bei den Peoria Rivermen in der AHL.
Zur Saison 2011/12 unterschrieb Peltier einen Vertrag bei den Iserlohn Roosters aus der Deutschen Eishockey Liga. Hier erzielte er in 45 Spielen zehn Scorerpunkte bei nur 14 Strafminuten. Bereits während der laufenden Saison wurde sein Vertrag um zwei weitere Spielzeiten verlängert. Nach einer enttäuschenden Saison 2012/13 wurde sein Vertrag aufgelöst. Anschließend beendete Peltier seine Karriere.

## Erfolge und Auszeichnungen
- 2004 USHL First All-Star Team
- 2007 Broadmoor-Trophy-Gewinn mit der University of Minnesota

## Karrierestatistik
(Legende zur Spielerstatistik: Sp oder GP = absolvierte Spiele; T oder G = erzielte Tore; V oder A = erzielte Assists; Pkt oder Pts = erzielte Scorerpunkte; SM oder PIM = erhaltene Strafminuten; +/− = Plus/Minus-Bilanz; PP = erzielte Überzahltore; SH = erzielte Unterzahltore; GW = erzielte Siegtore; 1 Play-downs/Relegation; Kursiv: Statistik nicht vollständig)